# Herukansaari
Herukansaari är en ö i Finland. Den ligger i Ijo älv och i kommunen Taivalkoski i den ekonomiska regionen  Koillismaa ekonomiska region  och landskapet Norra Österbotten, i den centrala delen av landet, 600 km norr om huvudstaden Helsingfors. Öns area är 1,7 hektar och dess största längd är 220 meter i sydöst-nordvästlig riktning.